# Callistoctopus macropus
Callistoctopus macropus is een inktvissensoort uit de familie van de Octopodidae. De wetenschappelijke naam van de soort werd voor het eerst geldig gepubliceerd in 1826 door Risso als Octopus macropus.